# Малта на Олимпијским играма
Малта је први пут на Летњим олимпијским играма учествовала 1928. године које су одржане у Амстердаму. Укупно Малта је до 2013. била на 15 Летњих олимпијских играра. Спортисти из Малте до сада нису освојили ни једну олимпијску медаљу.
Олимпијски комитет Малте је основан 1928. године а 1936. године је признат од стране Међународног олимпијског комитета. Спортисти из Малте се никада нису такмичили на Зимским олимпијским играма

## Медаље

### Освојене медаље на ЛОИ
| Учешће и освојене медаље Малте на ЛОИ |                           |                  |                  |                  |                  |                  |                  |                  |                  |                  |
| ЛОИ                                   | Носилац заставе           | Укупно           | Муш.             | Жене             | сопрт.           | Злато            | Сребро           | Бронза           | Укупно           | Ранг             |
| 1928. Атланта                         |                           | 9                | 9                | 0                | 1                | 0                | 0                | 0                | 0                | -                |
| 1932. Лос Анђелес                     | Није учествовала          | Није учествовала | Није учествовала | Није учествовала | Није учествовала | Није учествовала | Није учествовала | Није учествовала | Није учествовала | Није учествовала |
| 1936. Берлин                          | Годфри Крејг              | 11               | 11               | 0                | 2                | 0                | 0                | 0                | 0                | -                |
| 1948. Лондон                          | Francis X. Zammit Cutajar | 1                | 1                | 0                | 1                | 0                | 0                | 0                | 0                | -                |
| 1952. Хелсинки                        | Није учествовала          | Није учествовала | Није учествовала | Није учествовала | Није учествовала | Није учествовала | Није учествовала | Није учествовала | Није учествовала | Није учествовала |
| 1956. Мелбурн                         | Није учествовала          | Није учествовала | Није учествовала | Није учествовала | Није учествовала | Није учествовала | Није учествовала | Није учествовала | Није учествовала | Није учествовала |
| 1960. Рим                             | Christopher Dowling       | 10               | 10               | 0                | 4                | 0                | 0                | 0                | 0                | -                |
| 1964. Токио                           | Није учествовала          | Није учествовала | Није учествовала | Није учествовала | Није учествовала | Није учествовала | Није учествовала | Није учествовала | Није учествовала | Није учествовала |
| 1968. Мексико сити                    | Louis Grasso              | 1                | 1                | 0                | 1                | 0                | 0                | 0                | 0                | -                |
| 1972. Минхен                          | Joseph Grech              | 5                | 5                | 0                | 2                | 0                | 0                | 0                | 0                | -                |
| 1976. Монтреал                        | Није учествовала          | Није учествовала | Није учествовала | Није учествовала | Није учествовала | Није учествовала | Није учествовала | Није учествовала | Није учествовала | Није учествовала |
| 1980. Москва                          | Frans Chetcuti            | 8                | 7                | 1                | 3                | 0                | 0                | 0                | 0                | —                |
| 1984. Лос Анђелес                     | Peter Bonello             | 7                | 5                | 2                | 5                | 0                | 0                | 0                | 0                | -                |
| 1988. Сеул                            | Joanna Agius              | 6                | 5                | 1                | 4                | 0                | 0                | 0                | 0                | -                |
| 1992. Барселона                       | Laurie Pace               | 6                | 3                | 3                | 4                | 0                | 0                | 0                | 0                | —                |
| 1996. Атланта                         | Angela Galea              | 7                | 4                | 3                | 5                | 0                | 0                | 0                | 0                | -                |
| 2000. Сиднеј                          | Laurie Pace               | 7                | 4                | 3                | 5                | 0                | 0                | 0                | 0                | -                |
| 2004. Атина                           | William Chetcuti          | 7                | 4                | 3                | 5                | 0                | 0                | 0                | 0                | -                |
| 2008. Пекинг                          | Marcon Bezzina            | 6                | 3                | 3                | 4                | 0                | 0                | 0                | 0                | -                |
| 2012. Лондон                          | Вилијам Четкути           | 5                | 3                | 2                | 3                | 0                | 0                | 0                | 0                | -                |
| 2016 Рио де Жанеиро                   |                           |                  |                  |                  |                  |                  |                  |                  |                  |                  |
| 2020. Токио                           |                           |                  |                  |                  |                  |                  |                  |                  |                  |                  |
| 2024. Париз                           |                           |                  |                  |                  |                  |                  |                  |                  |                  |                  |
| 2028. Лос Анђелес                     | предстојећи догађај       |                  |                  |                  |                  |                  |                  |                  |                  |                  |
| 2032. Бризбејн                        | предстојећи догађај       |                  |                  |                  |                  |                  |                  |                  |                  |                  |
| Укупно                                |                           | 96               | 75               | 21               |                  | 0                | 0                | 0                | 0                | -                |

### Преглед учешћа спортиста Малте по спортовима на ЛОИ
Стање после ЛОИ 2008.
| Спорт         | Период | Период   | Укупно | Мушки | Жене | Злато | Сребро | Бронза | Укупно |
| Спорт         | Прво   | Последње | Укупно | Мушки | Жене | Злато | Сребро | Бронза | Укупно |
| ------------- | ------ | -------- | ------ | ----- | ---- | ----- | ------ | ------ | ------ |
| Атлетика      | 1936   | 2012     | 14     | 7     | 7    | 0     | 0      | 0      | 0      |
| Бициклизам    | 1960   | 1980     | 10     | 10    | 0    | 0     | 0      | 0      | 0      |
| Једрење       | 1960   | 2004     | 8      | 8     | 0    | 0     | 0      | 0      | 0      |
| Пливање       | 1960   | 2012     | 10     | 6     | 4    | 0     | 0      | 0      | 0      |
| Рвање         | 1984   | 1988     | 3      | 3     | 0    | 0     | 0      | 0      | 0      |
| Стреличарство | 1980   | 1988     | 2      | 1     | 1    | 0     | 0      | 0      | 0      |
| Стрељаштво    | 1960   | 2012     | 8      | 8     | 0    | 0     | 0      | 0      | 0      |
| Ватерполо     | 1928   | 1936     | 18     | 18    | 0    | 0     | 0      | 0      | 0      |
| Џудо          | 1988   | 2008     | 4      | 2     | 2    | 0     | 0      | 0      | 0      |
| Укупно (9)    |        |          | 77     | 63    | 14   | 0     | 0      | 0      | 0      |

Разлика у горње две табеле од 19 учесника (12 мушкараца и 7 женских) настала је у овој табели јер је сваки спотиста без обриза колико је пута учествовао на играма и у колико разних спортова на истим играма рачунат само једном.

### Укупно медаље на ОИ
После ЗОИ 2010.
| ЛОИ    | 0 | 0 | 0 | 0 |  |   |   |   |   |  |
| ЗОИ    | — | — | — | — |  |   |   |   |   |  |
| Укупно |   |   |   |   |  | 0 | 0 | 0 | 0 |  |

## Занимљивости
- Најмлађи учесник: Christopher Dowling, 16 година и 73 дана Рим 1960. пливање
- Најстарији учесник: Алфред Борда, 46 година и 259 дана Рим 1960. једрење
- Највише медаља: -
- Прва медаља: -
- Прво злато: -
- Најбољи пласман на ЛОИ: -
- Најбољи пласман на ЗОИ: -